# Associazione Sportiva Sorrento 1974-1975
Questa voce raccoglie le informazioni riguardanti il Sorrento nelle competizioni ufficiali della stagione 1974-1975.

## Divise
| Casa |

## Organigramma societario
Area direttiva
- Presidente: Achille Lauro

Area tecnica
- Allenatore: Bruno Bolchi

## Rosa
| N. |                   | Ruolo | Calciatore             |
| -- | ----------------- | ----- | ---------------------- |
|    | Italia (bandiera) | P     | Antonio Di Milla       |
|    | Italia (bandiera) | P     | Roberto Corti          |
|    | Italia (bandiera) | P     | Francesco Moscarella   |
|    | Italia (bandiera) | P     | Walter Padovani        |
|    | Italia (bandiera) | D     | Salvatore Albano       |
|    | Italia (bandiera) | D     | Amedeo Amaddeo         |
|    | Italia (bandiera) | D     | Antonio Bellopede      |
|    | Italia (bandiera) | D     | Beniamino Borchiellini |
|    | Italia (bandiera) | D     | Mario Buccilli         |
|    | Italia (bandiera) | D     | Antonino Fiorile       |
|    | Italia (bandiera) | D     | Massimo Grieco         |
|    | Italia (bandiera) | D     | Leonardo Tramonti      |
|    | Italia (bandiera) | D     | Andrea Valdinoci       |
|    | Italia (bandiera) | C     | Alessandro Abbondanza  |
|    | Italia (bandiera) | C     | Luigi Bertocco         |

| N. |                   | Ruolo | Calciatore           |
| -- | ----------------- | ----- | -------------------- |
|    | Italia (bandiera) | C     | Gianfranco Comola    |
|    | Italia (bandiera) | C     | Pietro Costantino    |
|    | Italia (bandiera) | C     | Giovanni Famiglietti |
|    | Italia (bandiera) | C     | Antonio Seano        |
|    | Italia (bandiera) | A     | Fabrizio Ferretti    |
|    | Italia (bandiera) | A     | Nicola Iannamico     |
|    | Italia (bandiera) | A     | Fortunato Loddi      |
|    | Italia (bandiera) | A     | Alessandro Paesano   |
|    | Italia (bandiera) | A     | Ciro Panico          |
|    | Italia (bandiera) | A     | Vittorio Petta       |
|    | Italia (bandiera) | A     | Adriano Pisano       |
|    | Italia (bandiera) | A     | Angelo Vitone        |
|    | Italia (bandiera) | A     | Daniele Zannoni      |
|    | Italia (bandiera) |       | Leone                |

## Calciomercato
| Acquisti | Acquisti              | Acquisti          | Acquisti |
| R.       | Nome                  | da                | Modalità |
| -------- | --------------------- | ----------------- | -------- |
| P        | Antonio Di Milla      | Gaeta             |          |
| P        | Walter Padovani       | Crotone           |          |
| D        | Mario Buccilli        | Cassino           |          |
| D        | Massimo Grieco        | Città di Castello |          |
| D        | Andrea Valdinoci      | Pro Vercelli      |          |
| C        | Alessandro Abbondanza | Brindisi          |          |
| A        | Fortunato Loddi       | VJS Velletri      |          |
| A        | Vittorio Petta        | Cagliari          |          |
| A        | Daniele Zannoni       | Juventus          |          |